# Christherre-Chronik

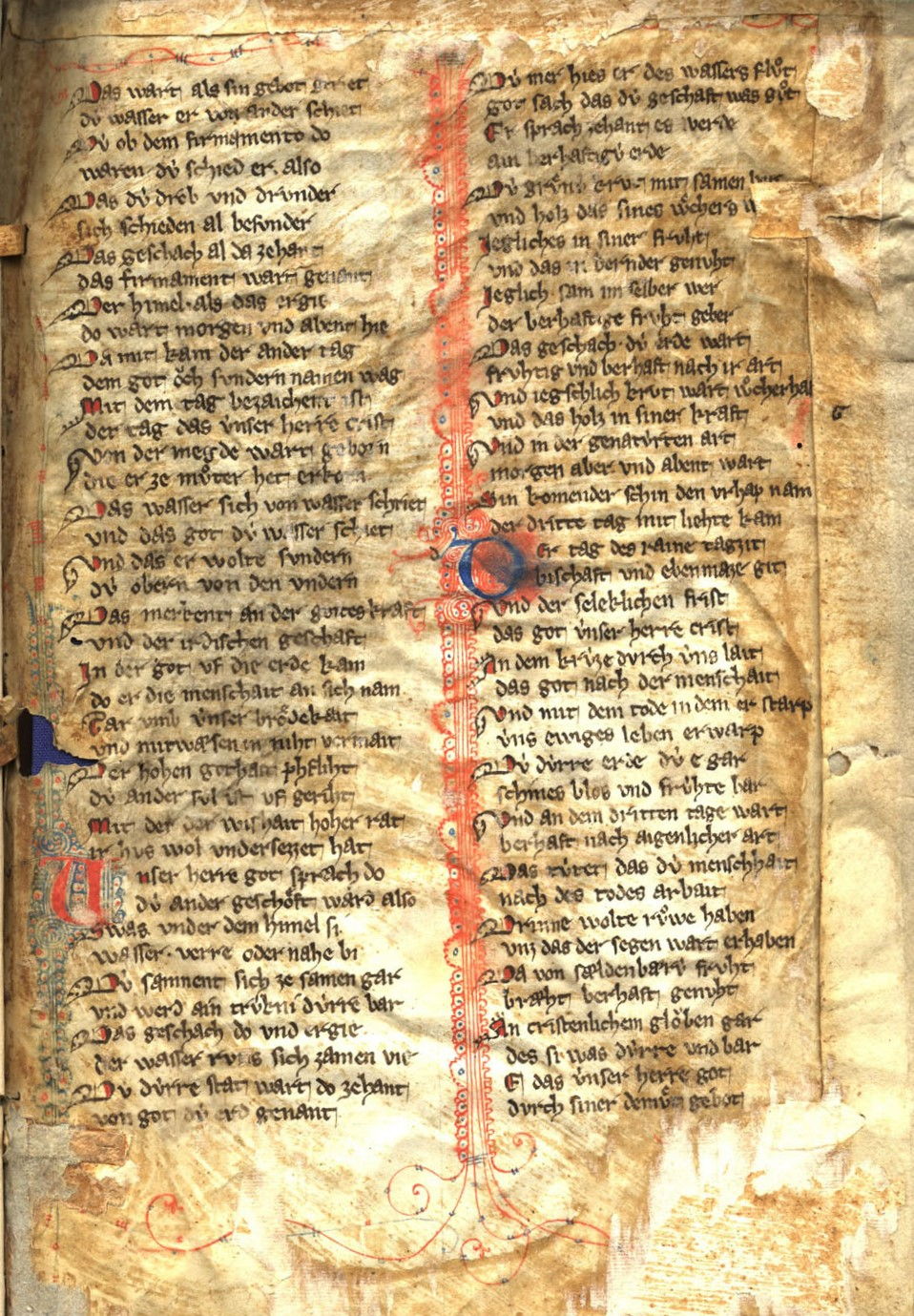
Fragment der Christherre-Chronik aus dem 14. Jahrhundert, Stadtarchiv Bozen, Hs. 683 (Umschlag)

Die Christherre-Chronik ist eine anonyme Weltchronik in mittelhochdeutschen Reimpaaren. Genannt ist sie nach ihrem ersten Vers: Crist herre keiser uber alle craft. Sie wurde in Thüringen am Hofe Heinrichs des Erlauchten (regierte 1247–1288) verfasst, vermutlich von einem Geistlichen im Dienst dieses Herrschers. Daher heißt sie in älterer Sekundärliteratur auch „Thüringische Weltchronik“, was jedoch zu Verwechslungen führen kann. Nach einem langen stark theologisch geprägten Prolog erzählt sie die Geschichte des Alten Testaments von der Schöpfung bis zum Buch der Richter, wo sie nach 24.330 Versen abbricht.
Mehrere Anspielungen auf die „Weltchronik“ Rudolfs von Ems – darunter auch der Eingangsvers (Rudolf beginnt mit Richter Got, herre ubir alle kraft) – lassen vermuten, dass der Christherre-Dichter bewusst eine geistliche Antwort auf den höfischen Rudolf bieten wollte.
Im späten 13. Jahrhundert wurde die Christherre-Chronik durch Teile aus anderen Werken fortgesetzt, darunter ironischerweise aus der Chronik Rudolfs. Auch mit der „Weltchronik“ Jans des Enikels wurde sie in Kompilationen zusammengesetzt. Ein Beispiel dafür bietet der Codex Palatinus Germanicus 146.
Im 14. Jahrhundert bietet sie wichtige Bestandteile der Weltchronikkompilationen Henrichs von München. Überliefert ist sie allein in solchen Verbindungen, nie in einer „reinen Textgestalt“.
Eine Ausgabe wird seit den 1980ern in Trier vorbereitet. 1991 wurde eine Transkription der Leithandschrift (Göttingen, SUB, Cod. 2° Philol. 188/10 [olim Gotha, Membr. I 88]) durch Monika Schwabbauer vorgelegt. 